# Daniela Bártová
Daniela Bártová (née le 6 mai 1974 à Ostrava) est une athlète tchèque, spécialiste du saut à la perche. 

## Biographie
Pratiquant la gymnastique à ses débuts, elle représente dans ce sport la Tchécoslovaquie lors des Jeux olympiques d'été de 1992, à Barcelone, où elle est éliminée dès les qualifications.
Elle améliore à dix reprises le record du monde du saut à la perche en plein air durant l'année 1995, le faisant passer de 4,10 m en mai à 4,22 m à septembre. Sa série, interrompue une première fois par l'Allemande Andrea Muller (4,18 m), prend fin le 30 novembre 1995 quand l'Australienne Emma George parvient à franchir 4,25 m. Elle bat par ailleurs à cinq reprises le record du monde en salle.
Cinquième des Championnats du monde en salle de 1997 (4,20 m), elle remporte la médaille d'argent des Championnats d'Europe en salle de 1998 (4,40 m), s'inclinant finalement face à l'Ukrainienne Anzhela Balakhonova. Elle atteint la sixième place des Championnats du monde de 1999 (4,40 m) et termine au pied du podium des Jeux olympiques de 2000, à Sydney, derrière Stacy Dragila, Tatiana Grigorieva et Vala Flosadottir.

## Records

### Records personnels
| Épreuve          | Épreuve   | Performance | Lieu         | Date        |
| ---------------- | --------- | ----------- | ------------ | ----------- |
| Saut à la perceh | Plein air | 4,51 m      | Bratislava   | 9 juin 1998 |
| Saut à la perceh | Salle     | 4,48 m      | Sindelfingen | 8 mars 1998 |

### Records du monde
En plein air
- 4,10 m - Duisburg, 18 juin 1995
- 4,12 m - Duisburg, 18 juin 1995
- 4,13 m - Wesel, 24 juin 1995
- 4,14 m - Gateshead, 2 juillet 1995
- 4,15 m - Ostrava, 6 juillet 1995
- 4,16 m - Feldkirch, 14 juillet 1995
- 4,17 m - Feldkirch, 15 juillet 1995
- 4,20 m - Cologne, 18 août 1995
- 4,21 m - Linz, 22 août 1995
- 4,22 m - Salgotarjan, 11 septembre 1995